# Разядка
В новобългарския език от XVIII – XIX век думата разядка се е употребявала като обобщение за всякакъв вид предястия. Разядките са били поделени на 4 основни групи, в зависимост от консистенцията и вида на предястието:
1. Топенки – това са всякакви гъсти сосове, лютеници, пюрета и пастообразни смеси. В съвременния език, това е и основния смисъл, който се влага под разядка. Някои хора, които не познават българските кулинарни традиции, дори не приемат за правилно останалите видове предястия, да се наричат разядки, или изобщо не ги свързват с тази дума. 
В англоезичната литература, топенките се наричат по аналогичен начин – ‘’’дип’’’ (англ.ез.: dip /гл./- топя, потапям; /същ./ потапяне). Това име напоследък се използва и като директна заемка в българския език, вместо топенка (или вариантите – топеница, топяк, топяче и др. подобни)
2. Стърганки – това са смески от наситнени зеленчуци и стрити ядки, или само стрити ядки, към които може да е добавена, (но може и да липсва) някаква течност – мазнина, сок, оцет или просто вода. Обикновено стърганките се доовкусяват с пикантни подправки.
3. Хапки – са всички незеленчукови и неплодови резени или приготвени на малки късчета (парчета) месни и млечни деликатеси (колбаси, кашкавал, сирене и др), варени яйца, но и маслини, цели ядки, соленки, бисквити и др. подобни. С хапки се асоциират всички дребни добавки, свързани с традиционната представа за така нареченото „мезе“.
4. Салати – в традиционната българска представа салата е всяка надробена смес от зеленчуци и/или плодове, с добавка на подправки. Традиционното българското разбиране за салата не включва употребата на млечни продукти, яйца, месо и месни деликатеси в смеските за салата. Когато такива добавки се използвали, те се поставяли встрани, като украса, но не и като компонент от основното съдържание на салатата.(В Старобългарските и остарели норми на Новобългарски думата салата не се е използвала. Съществуват различни думи. с които се предавало значението, като дробошак, дробеник, надробица, всички те смислово обозначавали надробени овошки.)

В случай, че някоя салата се залее с разбито кисело мляко, извара или айвар вече се е приемало, че това е вид топенка. Тази е причината, поради която някои традиционни предястия, сега се срещат с имена едновременно като салати и закуски. Примерно – сегашните Родопска салата и Родопска закуска в традиционната рецепта са били едно и също предястие, но сега съществуват различни модификации и рецепти, като за закуска се приемат тези, които са комбинирани с повече и по-разнообразни продукти.
В съвременната българска кухня, салати със заливка от кисело мляко, с извара или с майонеза все по-често се наричат 'млечни салати' и най-често се използват за добавка към класически или тостерни сандвичи. В същата група, често се добавят и друг тип разядки, като айвер, предориенталски хумус, който също се използва като разядка в български блюда през последното столетие, и различни по-кремообразни (или пастообразни) рецепти за приготвяне на касапско мезе (което, въпреки името си, се приема за част от традиционните български предястия или компонент за закуска).
В групата на разядките, наричани млечни салати се включват и самите смески от заливки, като например горчица с майонеза, кетчуп с майонеза, кетчуп с извара и други подобни.